# Valerio Scanu

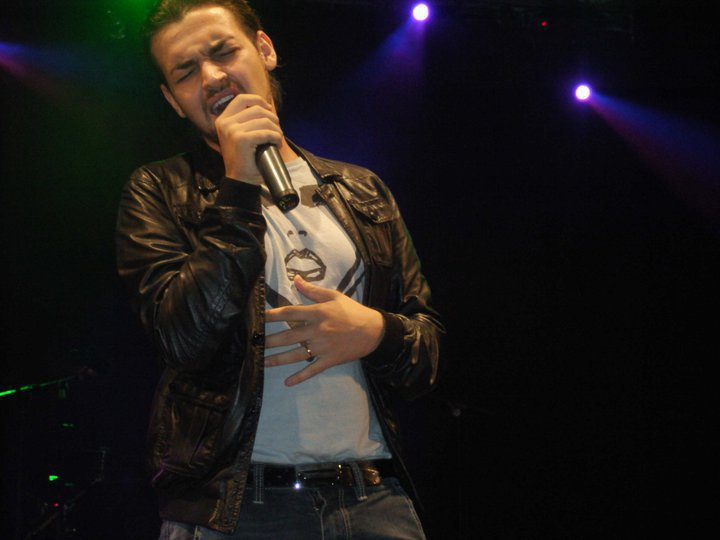
Valerio Scanu im Jahr 2011

Valerio Scanu (* 10. April 1990 in La Maddalena, Sardinien) ist ein italienischer Sänger.

## Leben
Scanu versuchte bereits im Alter von zehn Jahren, eine Musikkarriere zu starten, und nahm am Musikwettbewerb Canzoni sotto l’albero teil. Dort belegte er den dritten Platz. 2002 nahm er an der von Mike Bongiorno moderierten Fernsehshow Bravo Bravissimo teil und erreichte dort den ersten Platz. Von 2001 bis 2007 versuchte Scanu sich als Sänger in einer kleinen Bar seiner Heimatstadt La Maddalena in Sardinien, wo er vor allem Touristen mit seinem Gesang unterhielt. 2007 unternahm er einen erneuten Anlauf und bewarb sich bei einer Reihe von Casting-Shows wie Nouvelle Star (Frankreichs Pop-Idol-Version) oder der italienischen Version von X Factor sowie als Musicaldarsteller in der Musikkomödie Giulietta e Romeo von Riccardo Cocciante, wurde aber nirgends angenommen. In einer Amateurproduktion des Glöckners von Notre Dame in seiner Heimatstadt gab er den „Gregoire“.
2008 gelang ihm endlich der Einzug in die Castingshow Amici di Maria De Filippi, wo er den zweiten Platz belegte. 2009 erschien seine erste EP namens Sentimento. Der Titeltrack platzierte sich auf Platz eins der italienischen Charts und das Album wurde mit einer Goldenen Schallplatte ausgezeichnet. Im Oktober des gleichen Jahres erschien Scanus selbstbetiteltes Debütalbum, das Platz vier der italienischen Charts erreichte und zwei Monate später als limitierte Xmas-Edition neu aufgelegt wurde. 2010 gewann er das 60. Sanremo-Festival. Sein Lied, das von Pierdavide Carone geschrieben wurde, hieß Per tutte le volte che…. Mit 19 Jahren war Scanu damit der bis dahin jüngste männliche Gewinner in der Geschichte des Festivals.
Am 19. Februar 2010 erschien Scanus zweites Album Per tutte le volte che… Der Titeltrack und Sanremo-Siegertitel erreichte eine Platin-Schallplatte für mehr als 30.000 Downloads. Außerdem veröffentlichte der Sänger die Autobiographie Quando parlano di me. Noch im selben Jahr erschien das Nachfolgealbum Parto da qui. Beide Alben erreichten Platz 2 der italienischen Charts und wurden mit Gold ausgezeichnet. 2011 wurde das letzteres Album als Tour Edition neu aufgelegt und um eine Musikvideo-DVD ergänzt.
Am 20. März 2012 erschien das vierte Album Così diverso, 2013 folgte das Livealbum Live in Roma, aufgenommen bei einem Auftritt vom 11. Juni 2013 in Rom. Nach einem Streit mit seiner Plattenfirma verließ Scanu die EMI und veröffentlichte 2014 sein erstes unabhängiges Album unter dem Titel Lasciami entrare. Am 12. Februar 2016 erschien im Rahmen einer erneuten Teilnahme Scanus am Sanremo-Festival Finalmente piove.

## Diskografie

### Alben
| Jahr | Titel                   | Höchstplatzierung, Gesamtwochen, AuszeichnungChartsChartplatzierungen (Jahr, Titel, Platzierungen, Wochen, Auszeichnungen, Anmerkungen) | Anmerkungen                                                                              |
| Jahr | Titel                   | IT | Anmerkungen                                                                              |
| ---- | ----------------------- | --- | ---------------------------------------------------------------------------------------- |
| 2009 | Valerio Scanu           | IT4 Gold · (17 Wo.)IT | Erstveröffentlichung: 16. Oktober 2009 Verkäufe: + 35.000                                |
| 2010 | Per tutte le volte che… | IT2 Gold · (21 Wo.)IT | Erstveröffentlichung: 19. Februar 2010, 16. April 2010 (Live-Edition) Verkäufe: + 35.000 |
| 2010 | Parto da qui            | IT2 Gold · (19 Wo.)IT | Erstveröffentlichung: 9. November 2010 Verkäufe: + 30.000                                |
| 2012 | Così diverso            | IT6 (8 Wo.)IT | Erstveröffentlichung: 20. März 2012                                                      |
| 2014 | Lasciami entrare        | IT2 (6 Wo.)IT | Erstveröffentlichung: 28. Januar 2014                                                    |
| 2016 | Finalmente piove        | IT18 (8 Wo.)IT | Erstveröffentlichung: 12. Februar 2016                                                   |
| 2018 | Dieci                   | IT2 (3 Wo.)IT | Erstveröffentlichung: 5. Oktober 2018                                                    |

### Livealben
| Jahr | Titel                      | Höchstplatzierung, Gesamtwochen, AuszeichnungChartsChartplatzierungen (Jahr, Titel, Platzierungen, Wochen, Auszeichnungen, Anmerkungen) | Anmerkungen                         |
| Jahr | Titel                      | IT | Anmerkungen                         |
| ---- | -------------------------- | --- | ----------------------------------- |
| 2013 | Valerio Scanu Live in Roma | IT21 (2 Wo.)IT | Erstveröffentlichung: 11. Juni 2013 |

### EPs
| Jahr | Titel         | Höchstplatzierung, Gesamtwochen, AuszeichnungChartsChartplatzierungen (Jahr, Titel, Platzierungen, Wochen, Auszeichnungen, Anmerkungen) | Anmerkungen                                             |
| Jahr | Titel         | IT | Anmerkungen                                             |
| ---- | ------------- | --- | ------------------------------------------------------- |
| 2009 | Sentimento    | IT3 Gold · (22 Wo.)IT | Erstveröffentlichung: 10. April 2009 Verkäufe: + 35.000 |
| 2014 | It’s Xmas Day | IT17 (4 Wo.)IT | Erstveröffentlichung: 2. Dezember 2014                  |

### Singles
| Jahr | Titel Album                          | Höchstplatzierung, Gesamtwochen, AuszeichnungChartplatzierungen (Jahr, Titel, Album, Platzierungen, Wochen, Auszeichnungen, Anmerkungen) | Höchstplatzierung, Gesamtwochen, AuszeichnungChartplatzierungen (Jahr, Titel, Album, Platzierungen, Wochen, Auszeichnungen, Anmerkungen) | Anmerkungen        |
| Jahr | Titel Album                          | IT | CH | Anmerkungen        |
| ---- | ------------------------------------ | --- | --- | ------------------ |
| 2009 | Can’t Stop Sentimento                | IT19 (2 Wo.)IT | — |                    |
| 2009 | Domani Sentimento                    | IT21 (4 Wo.)IT | — |                    |
| 2009 | Sentimento                           | IT1 (6 Wo.)IT | — |                    |
| 2009 | Dopo di me Sentimento                | IT9 (4 Wo.)IT | — |                    |
| 2009 | All That You Know Sentimento         | IT48 (1 Wo.)IT | — |                    |
| 2009 | Listen                               | IT24 (4 Wo.)IT | — |                    |
| 2009 | Ricordati di noi Valerio Scanu       | IT8 (7 Wo.)IT | — |                    |
| 2010 | Per tutte le volte che…              | IT1 Platin · (14 Wo.)IT | CH30 (1 Wo.)CH | Verkäufe: + 30.000 |
| 2010 | Credi in me Per tutte le volte che…  | IT26 (3 Wo.)IT | — |                    |
| 2010 | Mio Parto da qui                     | IT8 (2 Wo.)IT | — |                    |
| 2011 | L’amore cambia Parto da qui          | IT58 (1 Wo.)IT | — |                    |
| 2011 | Due stelle (Chances) Parto da qui    | IT42 (1 Wo.)IT | — |                    |
| 2012 | Amami Così diverso                   | IT22 (3 Wo.)IT | — |                    |
| 2014 | Sui nostri passi Lasciami entrare    | IT12 (2 Wo.)IT | — |                    |
| 2014 | Lasciami entrare                     | IT4 Gold · (13 Wo.)IT | — | Verkäufe: + 15.000 |
| 2014 | Parole di cristallo Lasciami entrare | IT2 Gold · (6 Wo.)IT | — | Verkäufe: + 15.000 |
| 2016 | Finalmente piove                     | IT6 Platin · (10 Wo.)IT | — | Verkäufe: + 50.000 |
| 2019 | Affrontiamoci                        | IT61 (1 Wo.)IT | — |                    |

Weitere Singles
- Polvere di stelle (2009)
- Indissolubile (2010)
- Libera mente (2012)
- Alone (2015)
- Io vivrò (Senza te) (2016) – Gold (25.000+)[4]

## Bibliographie
- Valerio Scanu: Quando parlano di me. Aliberti, 2010, ISBN 978-88-7424-595-6.